# Dactylorhiza saccifera
Dactylorhiza saccifera är en orkidéart som först beskrevs av Adolphe-Théodore Brongniart, och fick sitt nu gällande namn av Károly Rezsö Soó von Bere. Dactylorhiza saccifera ingår i Handnyckelsläktet som ingår i familjen orkidéer.

## Underarter
Arten delas in i följande underarter:
- D. s. gervasiana
- D. s. saccifera

## Bildgalleri

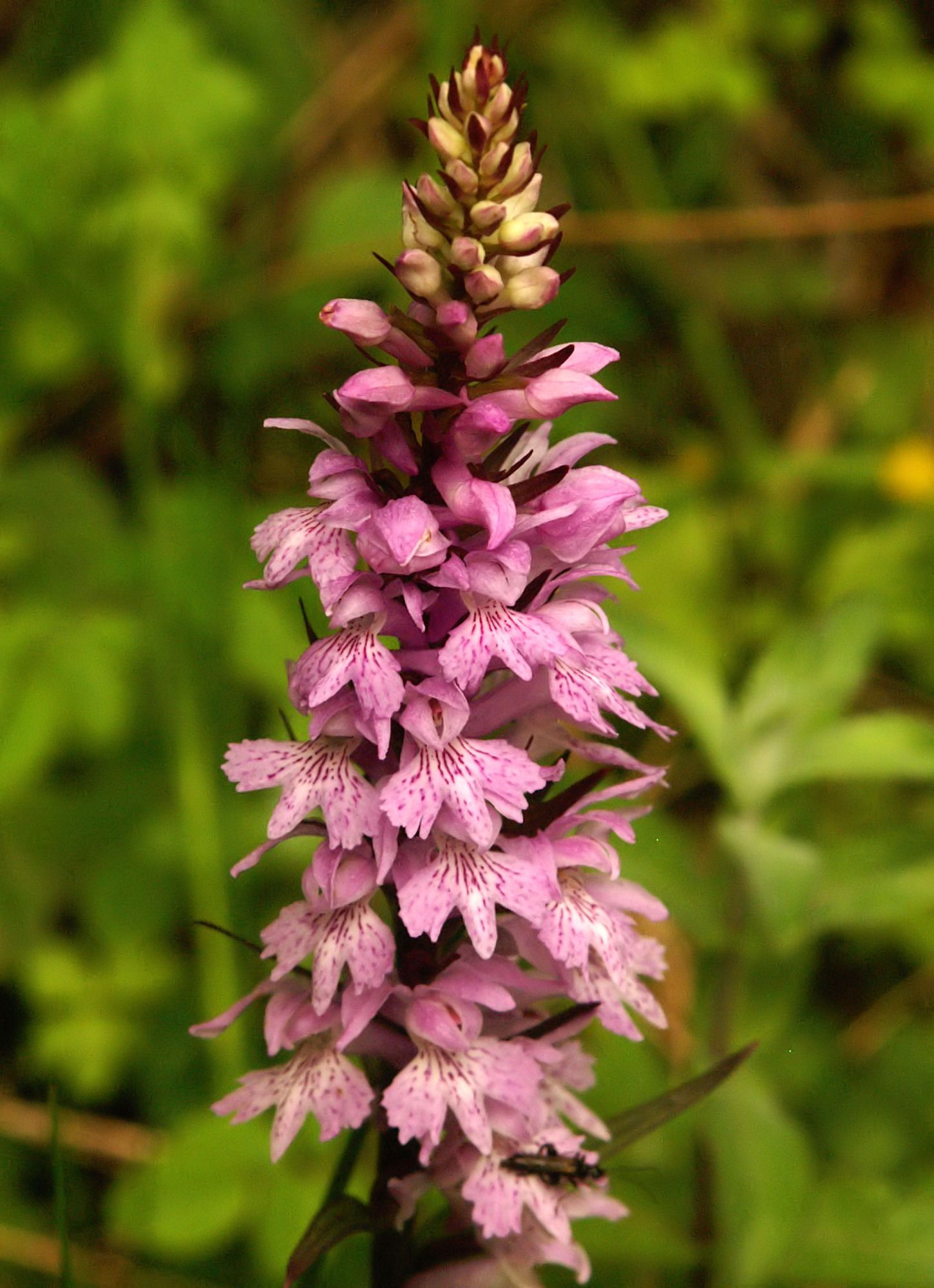
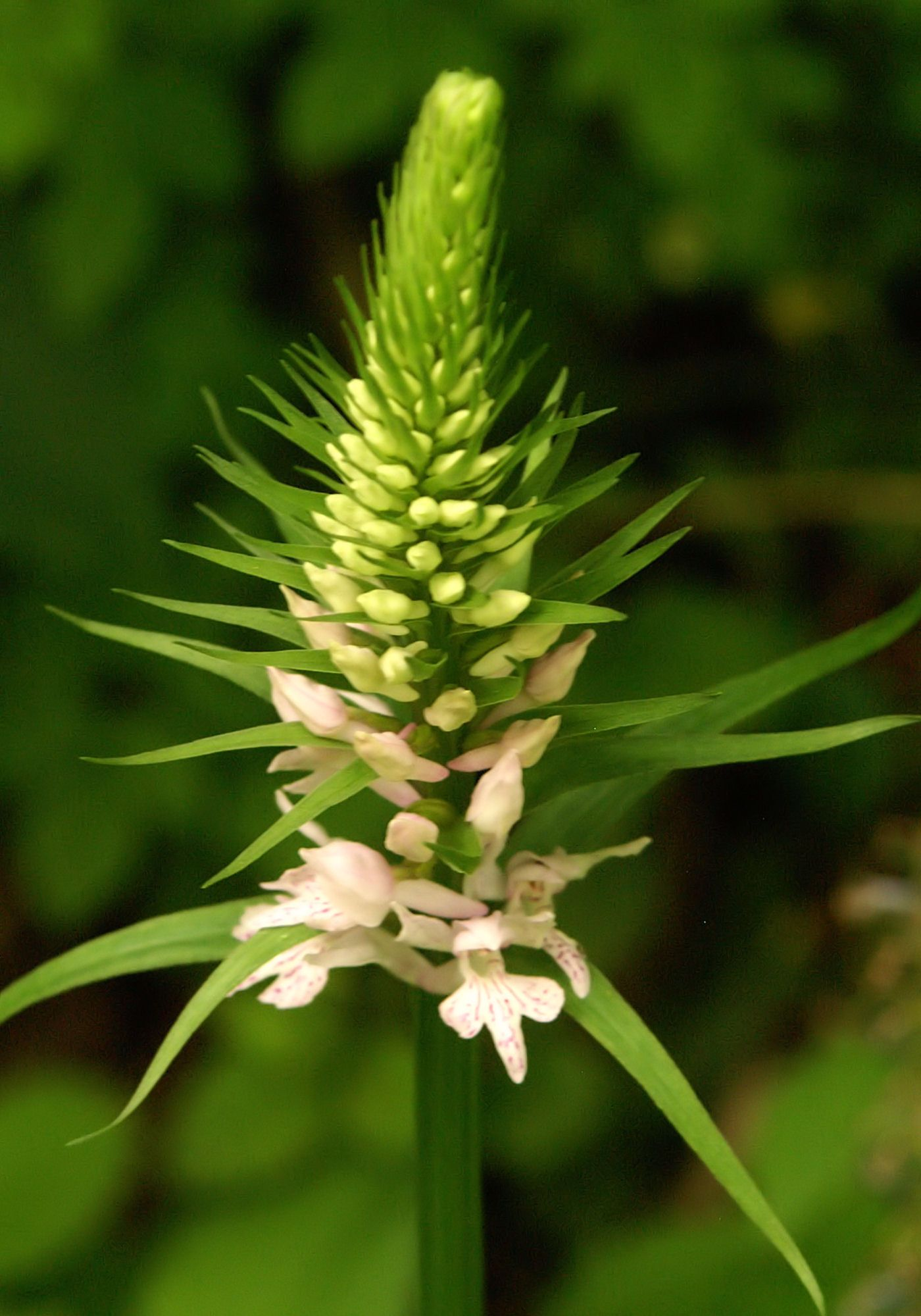
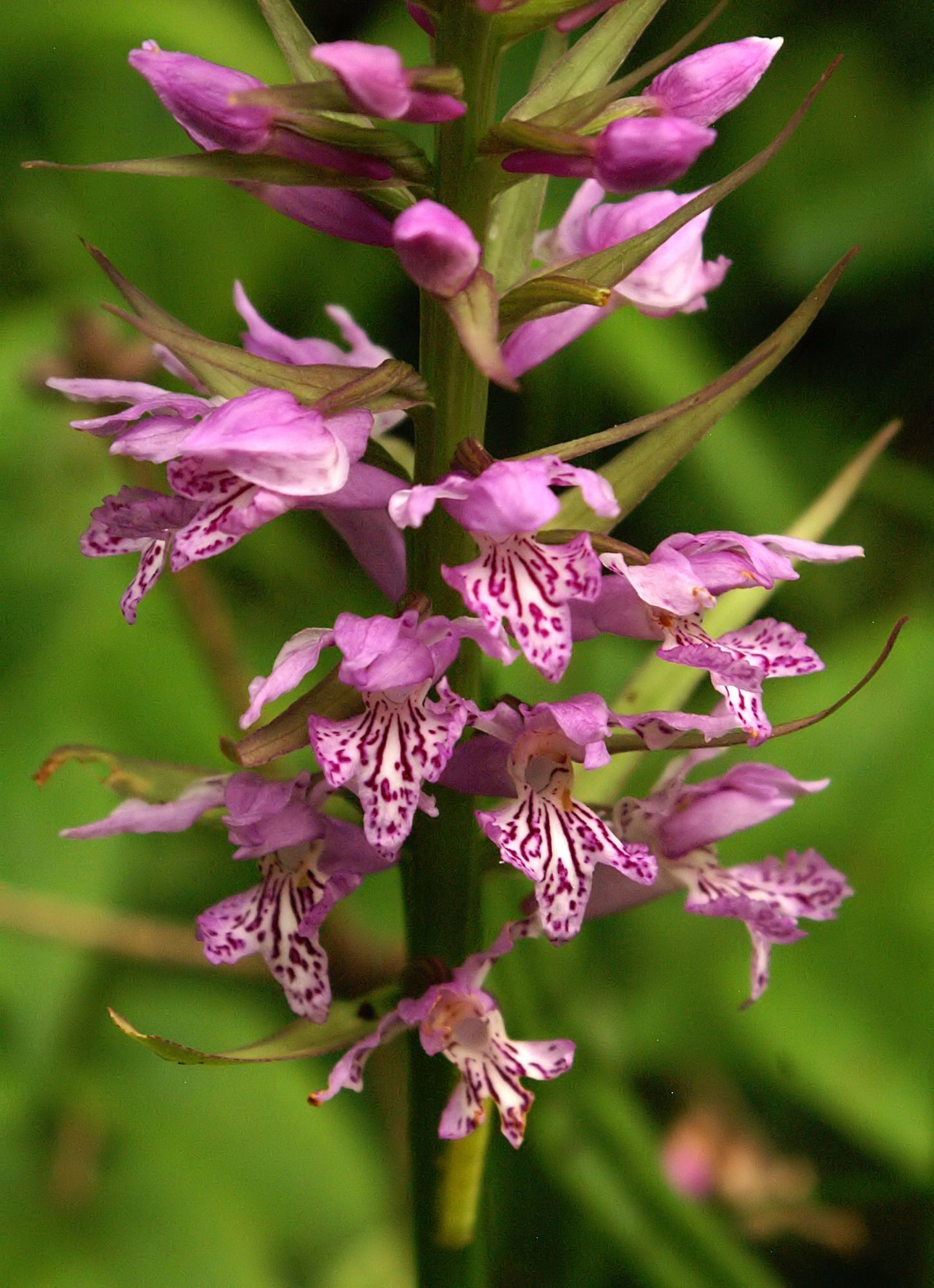
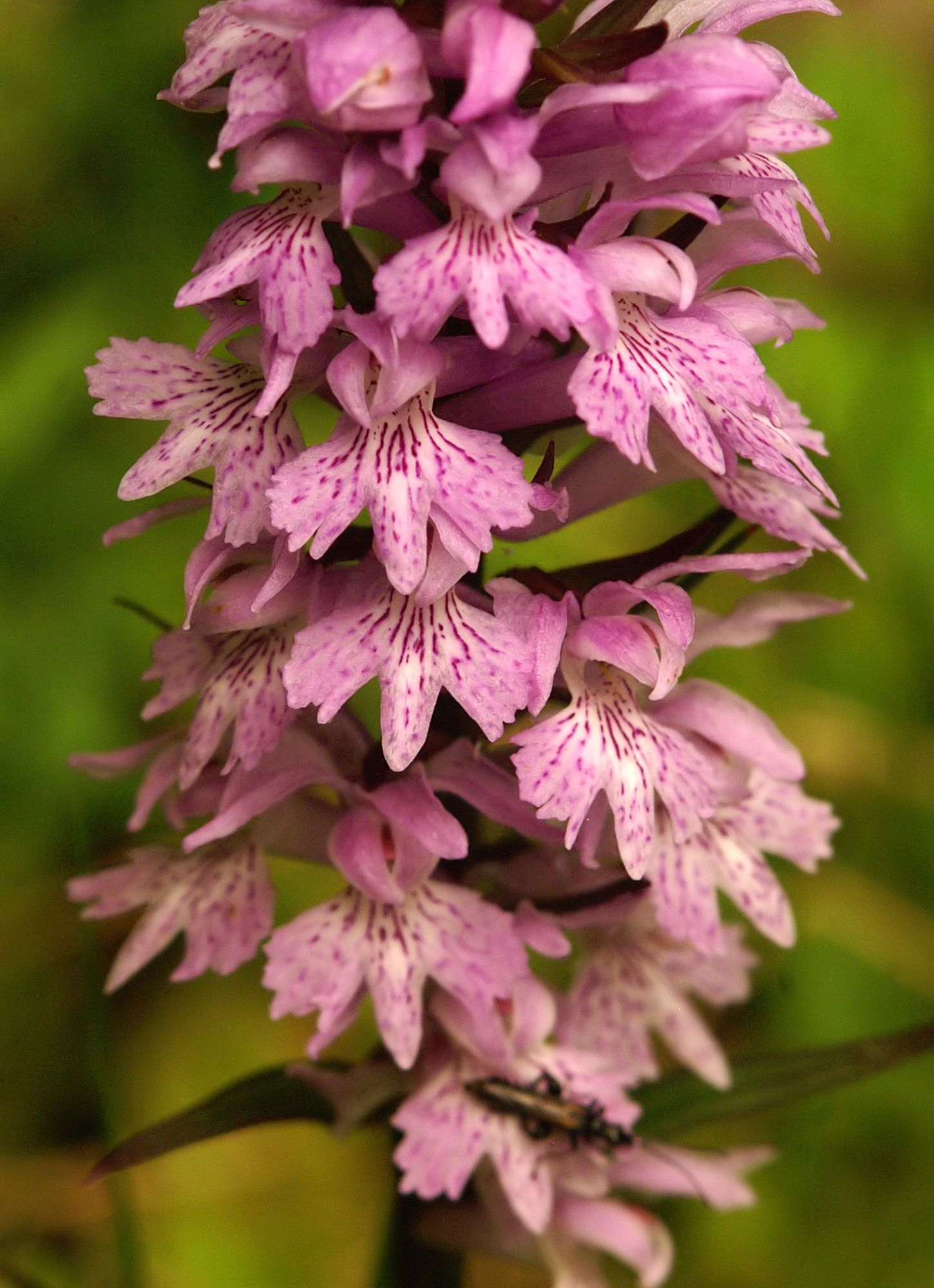
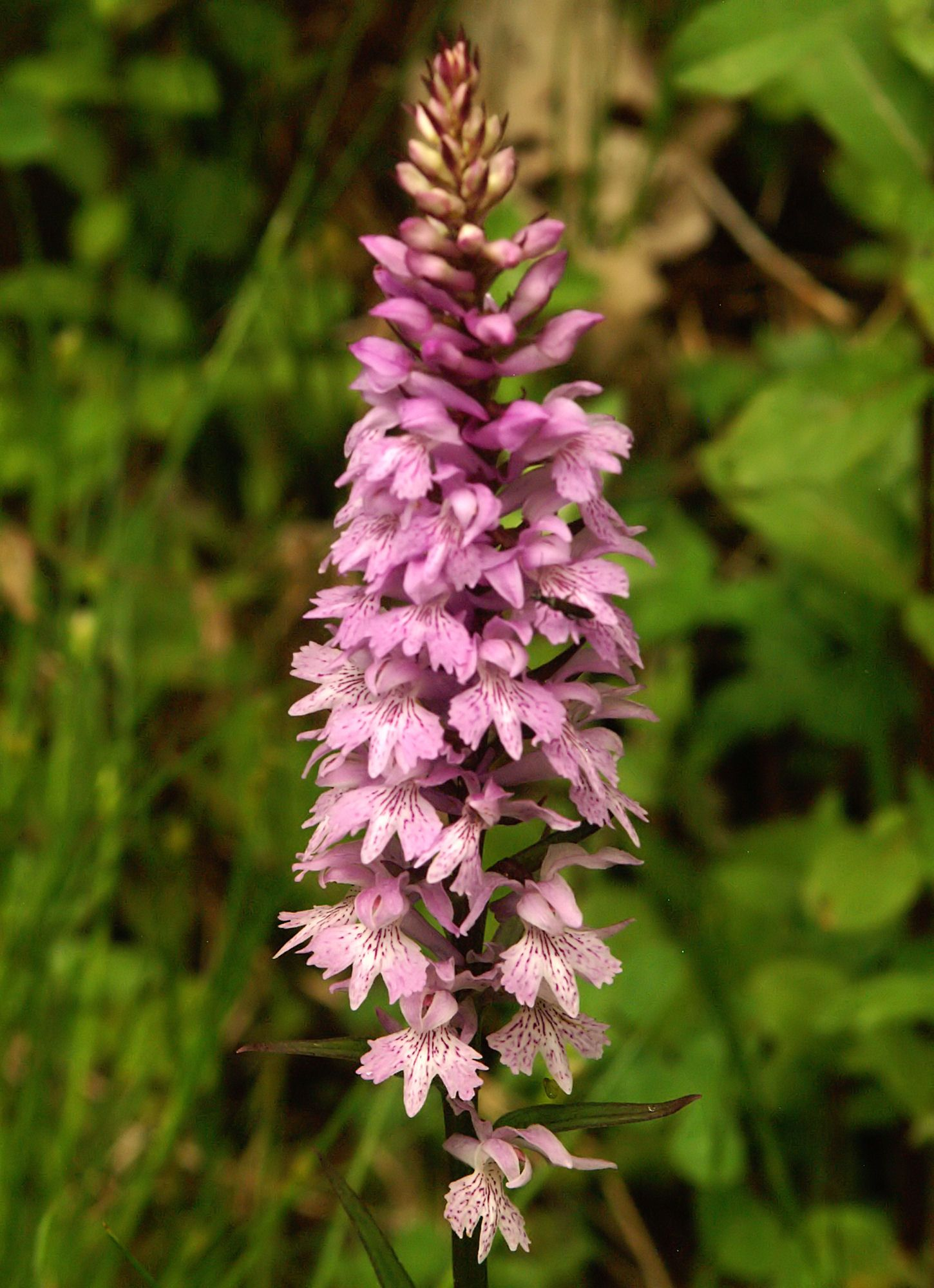
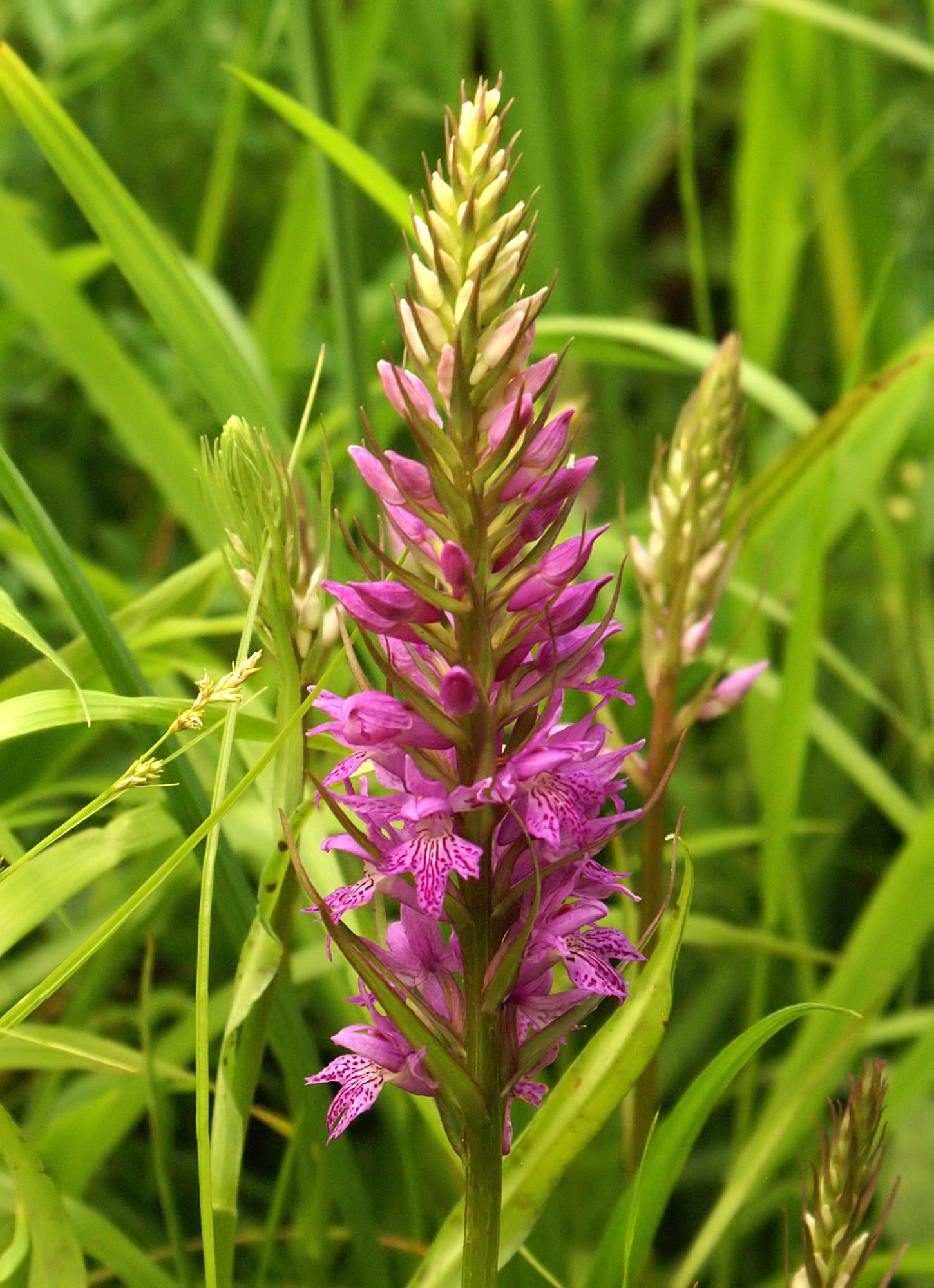